# Cornelius Hamsfort den äldre
Cornelius Hamsfort den äldre, död 1580, var en dansk läkare och apotekare. Han var far till Cornelius Hamsfort den yngre.
Hamsfort blev medikus hos Kristian III 1538, hovapotekare 1540, samt erhöll medicine doktorsgrad 1544, den först utdelade vid Köpenhamns universitet. År 1549 blev han apotekare i Odense. Både före och efter 1549 vistades Hamsfort som livläkare i långa tider vid Kristian III och drottning Dorotheas hov. Hamsfort har möjligen påbörjat de samlingar av källuppgifter till Danmarks historia, som annars brukar tillskrivas hans son.